# Castello Il Corno
Il castello Il Corno o anche villa Il Corno è una dimora signorile situata in via Malafrasca 64, nel comune di San Casciano in Val di Pesa.

## Storia
La prima testimonianza su queste edificio, posto a cavallo tra i popoli di San Pancrazio e santa Cristina a Salivolpe, risale ai primi del XV secolo quando risulta di proprietà di Dianora di Biagio del Milanese. All'epoca la futura villa era composta da una casa da signore e da una casa dal lavoratore circondata con una proprietà terriera che produceva grano, orzo, lino, due barili di vino rosso, un orcio d'olio l'anno e anche 200 libbre di carne di maiale.
Alla morte di Dianora la proprietà passò ai figli Francesco e Giovanni del Milanese i quali tra il 1446 e il 1458 cedettero la loro proprietà a Bonaiuto Serragli. Nel 1480 la proprietà era divisa tra Piero di Bonaiuto di Niccolò Serragli, il fratello Agnolo e i nipoti Matteo e Niccolò. Nel 1523 la proprietà composta dal terreno, dalla casa da signore con orto, piazza, casa da lavoratore, stalla, magazzino, forno e altre dipendenze venne venduta da Agnolo di Bonaiuto Serragli a Monna Selvaggia Gianfigliazzi, vedova di Filippo Strozzi il Vecchio che fece quest'acquisto per i figli Filippo e Lorenzo pagandola 700 fiorini d'oro.
Il possesso degli Strozzi fu molto lungo e la villa seguì le varie successioni ereditarie: nel 1583 il proprietario era Lorenzo di Giovan Battista che alla morte la passò al figlio Lorenzo e da questi passò nel 1670 a Filippo Vincenzo. Nel 1718 alla morte di Filippo Vincenzo passò al figlio del fratello Leone, Lorenzo Maria Strozzi. Nella seconda metà del XVIII secolo il proprietario era Lorenzo Strozzi che alla morte nel 1802 la lasciò ai suoi figli Ferdinando, Filippo, Emilio e Zanobi.
In questi tre secoli gli Strozzi ampliarono enormemente le proprietà dipendenti della villa acquistando vari terreni nel territorio del comune sancascianese con lo scopo di arrivare ad unificarli sotto un unico nucleo. All'inizio del XIX secolo la fattoria era composta da 20 poderi gestiti col sistema della mezzadria e altri tre dati in affitto, per una superficie complessiva di 400 ettari. La massima espansione la raggiunse nel 1844 in seguito all'acquisto della vicina fattoria del Palagio dai Capponi; inoltre facevano parte della proprietà anche diverse case e botteghe situata nel borgo di San Casciano.
Gli Strozzi rimasero proprietari fino al 1911 quando venne acquistata dai conti Frova, tuttora proprietari.

## Storia architettonica
Tutto il complesso ruota intorno ad una torre a base quadrata su cui è posto lo stemma degli Strozzi; questa torre fa praticamente da cerniera tra gli ambienti della villa e quelli della fattoria. Questa torre è quanto rimane della primitiva casa da signore esistente nel XV secolo e intorno ad essa vennero costruiti via via gli altri ambienti.

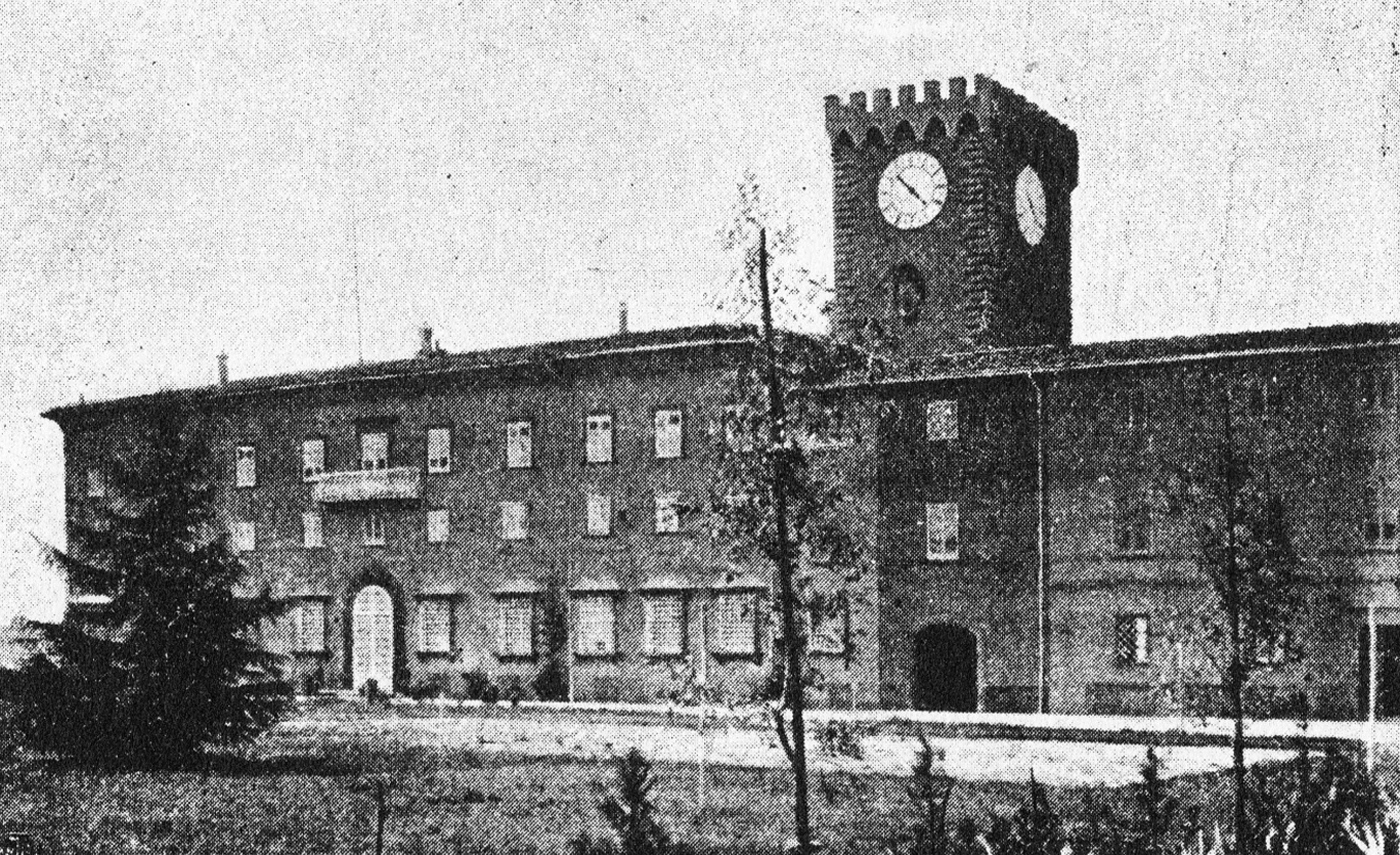
La villa ai primi del XX secolo

Sotto gli Strozzi la villa venne ampliata e dotata di arredi preziosi per consentire ai padroni un soggiorno il più possibile confortevole. All'inizio del XVII secolo venne costruita la cappella che si trova appena fuori il prato antistante la villa. Ma i lavori più importanti furono quelli svolti tra il 1645 e il 1651 sotto la guida di Gherardo Silvani. In cosa sia consistito l'intervento del Silvani non è chiaro ma nella biografia curata dal Baldinucci il figlio del Silvani Pierfrancesco aggiunse che il padre alla villa del Corno de' Signori Strozzi in Val di Pesa è stata tutta ammodernata e accresciuta.
I lavori proseguirono e tra il 1654 e il 1664 vennero effettuate le rifiniture alla villa, e restaurate le stalle, il portico e la rimessa; nel 1663 venne realizzata la mensola della porta principale della villa e nel 1669 fu restaurata la tinaia. Negli anni seguenti i lavori ebbero una pausa e ripresero solo dopo il passaggio di proprietà a Lorenzo Maria nel 1718. Nel 1730 venne sistemata la cappella, nel 1733 venne sistemato il casino dell'uccellare. Nel 1736 la villa venne rialzata con la costruzione di un nuovo piano e nel 1741 venne fatta la balaustra che corre lungo il tetto.
Da allora in avanti i lavori interessarono più gli edifici della fattoria che dalla seconda metà del Settecento vide un rinnovato interesse dei proprietari. Grandi lavori di restauro vennero fatti dopo che nel 1812 la zona venne funestata da un terremoto e nel 1818 venne realizzato da Lorenzo del Moro l'orologio posto nella torre. L'anno seguente nel terreno retrostante la villa vennero rinvenute 16 urne e 4 vasi etruschi che vennero poste nel giardino all'inglese; il giardino venne anche ornato da sue statue di Luigi Zini. Nel 1833 in preparazione del matrimonio di uno Strozzi tutta la villa fu restaurata. Dal 1840 inizia la sistemazione del giardino retrostante: Benedetto Becucci disegnò la meridiana sopra la porta, nel 1847 venne costruita la scala che porta al giardino e la limonaia entrambe ad opera dell'ingegnere Gaetano Coli.
Nel libro Guida Illustrata della Val di Pesa di Torquato Guarducci del 1904 viene riprodotta un'immagine della villa come appariva allora: un edificio esternamente molto semplice a tre piani, con finestre con mensole; ai piani superiori le aperture erano di dimensioni diverse, più piccole al primo piano e più grandi al secondo.
Negli anni 1930 la villa ebbe notevoli problemi strutturali, causati dalle fondamenta non adeguate a sostenere il peso dell'edificio. Perciò venne demolito l'ultimo piano lasciando solo la parte centrale (la porta-finestra col terrazzo e due finestre), per scandire meglio la facciata furono realizzate una serie di lesene poste a delimitare i corpi dell'edificio.

## La villa oggi
La villa presenta un impianto molto allungato in senso longitudinale.

### Esterno
Il prospetto principale, quello che dà sulla strada, è a due piani con il corpo centrale sopraelevato e coronato da una balaustra; è collegato alle ali laterali da due profili curvilinei che presentano, come la stessa balaustra, una decorazione fatta con sfere in pietra serena. Tra il corpo della villa, posto sulla sinistra e quello della fattoria, a destra, sorge l'alta torre in laterizio, nucleo originario del complesso; la torre presenta una merlatura frutto di un evidente rifacimento in stile neogotico.
Il fronte posteriore è molto più semplice. Presenta un elegante scala doppia e all'ultimo piano è un'ampia loggia che si affaccia sulla valle del Virginio.

### Interno
Subito dopo il portone di ingresso si entra in un vestibolo che dà accesso ad un salone di rappresentanza che occupa due piani del corpo centrale di fabbrica e da cui si può accedere al giardino retrostante; nelle ali laterali sono gli ambienti di servizio e le stanze adibite ad abitazione. 
La cappella interna della villa presenta sul soffitto dei dipinti realizzati da Attilio Ravaglia qui ospitato durante la seconda guerra mondiale.

### La fattoria
Gli ambienti della fattoria sono caratterizzati da un semplice e funzionale disegno architettonico. Interessanti sono gli ambienti interni che si affacciano su una corte interna sulla quale prospetta la mole della torre.